# Врхов Дол
Врхов Дол (словен. Vrhov Dol) — поселення в общині Марибор, Подравський регіон‎, Словенія.